# Тезоіменний святий

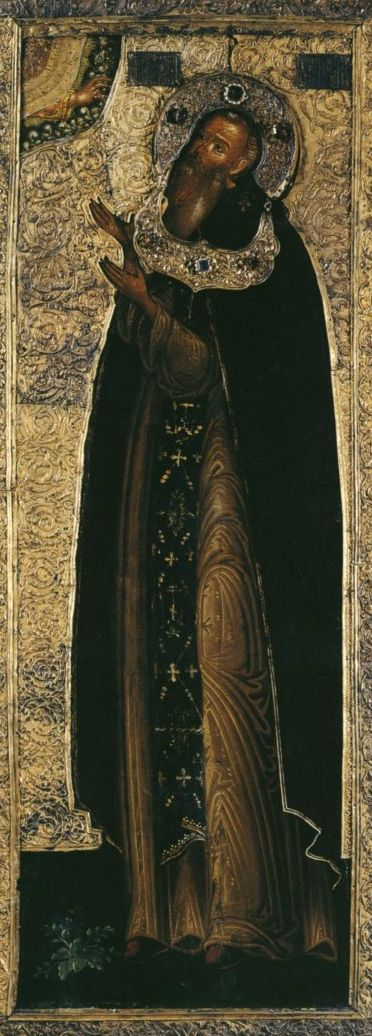
Михаїл Малеїн — тезоіменний святий царя Михайла Федоровича

Тезоіменний святий (патрональний) — святий чиїм ім'ям нарікає священник людину під час таїнства хрещення. Традиційно ім'я вибирається батьками або священником з церковного календаря відповідно до імені святого, пам'ять якого святкується в день народження або хрещення людини.
Існує традиція створення ікони з зображенням тезоіменного святого (див. Іменна ікона).